# Fédération du e-commerce et de la vente à distance
La Fédération du e-commerce et de la vente à distance (Fevad) est un syndicat professionnel français créé en 1957, regroupant plus de 500 entreprises ayant une activité de vente à distance quel que soit le moyen de communication utilisé (Internet, correspondance, téléphone, etc.). La Fevad est membre du Mouvement des entreprises de France (MEDEF).

## Historique
En 1957, sous l'impulsion de Marcel Delcourt, Président des 3 Suisses, une poignée de chefs d'entreprises VPCistes et de VADistes décide de créer ce qui deviendra la Fevad.

### Actions
Initialement, l'intention du Syndicat portait principalement sur la conduite de la politique de l'Administration des PTT, notamment pour les questions liées aux tarifs postaux. Rapidement, les problèmes fiscaux, et en particulier la TVA, devinrent l'une des préoccupations majeures du Syndicat, qui entama diverses actions auprès du Ministère des Finances et du Parlement.
C’est dans le but d’accroitre sa représentativité qu’une politique de recrutement soutenue fut décidée, augmentant le poids et l'autorité du Syndicat, outil de négociation avec les Ministères du secteur. La question du label, fut tout d’abord écartée des préoccupations du Syndicat nouvellement créé.
En 2012, la Fevad se réunit avec six autres syndicats nationaux VPCistes et VADistes européens : BeCommerce (Belgique), Thuiswinkel (Pays-Bas), FDIH (Danemark), Netcomm (Italie), Norge Distansehandel (Norvège) et Svensk Distanshandel (Suède) afin de créer le lobby européen Ecommerce Association Europe.

### Noms
Créée en 1957 sous le nom de Syndicat des Entreprises de Vente par Correspondance (SEVPC), l'organisation ajoutera le terme "à distance" à son nom en 1987, devenant le Syndicat des Entreprises de Vente par Correspondance et à Distance (SEVPCD). Elle sera renommée en 1999 Fédération des entreprises de vente à distance (FEVAD), puis Fédération du e-commerce et de la vente à distance (Fevad) en 2007.

## Personnalités clés
| \| Présidents de la Fevad \| Présidents de la Fevad \| Présidents de la Fevad \| \| ---------------------- \| ---------------------- \| ---------------------- \| \| 2002-… \| François Momboisse[4] \| \| \| 1999-2002 \| Jean-Christian Fandeux \| \| \| 1995-1999 \| Didier Lahache \| \| \| 1992-1995 \| Olivier Sartoris \| \| \| 1989-1992 \| Jean-Claude Sarazin \| \| \| 1984-1989 \| Jean Joubert \| \| \| 1981-1984 \| Jean-Marie Thibaut \| \| \| 1977-1981 \| Aymar Solanet \| \| \| 1975-1977 \| Henri Pollet \| \| \| 1957-1975 \| Marcel Delcourt \| \| - Site officiel de la Fevad : www.fevad.com/ 1. 2. 3. 4. |                        |
| Présidents de la Fevad |                        |
| 2002-… | François Momboisse     |
| 1999-2002 | Jean-Christian Fandeux |
| 1995-1999 | Didier Lahache         |
| 1992-1995 | Olivier Sartoris       |
| 1989-1992 | Jean-Claude Sarazin    |
| 1984-1989 | Jean Joubert           |
| 1981-1984 | Jean-Marie Thibaut     |
| 1977-1981 | Aymar Solanet          |
| 1975-1977 | Henri Pollet           |
| 1957-1975 | Marcel Delcourt        |